# Hermetica

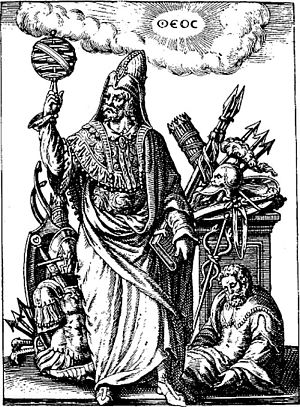
Hermès Trismégiste.

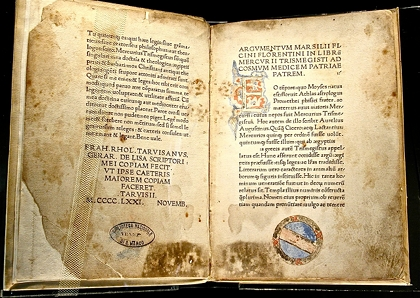
Le Corpus Hermeticum édité en latin par Marsile Ficin en 1471.

Les Hermetica sont les textes attribuées dans l'Antiquité au mythique Hermès Trismégiste. Les plus importants sont regroupés dans le Corpus Hermeticum, un recueil de traités mystico-philosophiques en grec, datant de la période hellénistique.

## Littérature de l'hermétisme gréco-égyptien: lesHermetica
L'hermétisme gréco-égyptien s'appelle aussi bien « hermétisme alexandrin », « hermétisme égyptianisant », « hermétisme hellénistique », « hermétisme gréco-hellénique », « hermétisme antique ». L'ensemble des textes reçoit le nom d'Hermetica, il comprend deux grands ensembles, bien distingués par André-Jean Festugière. Tous se donnent pour des révélations d'Hermès Trismégiste.
1. Hermétisme populaire (ou technique). Un premier ensemble regroupe des textes occultistes, écrits dès le IIIe siècle, mis en circulation dès le Ier siècle, traitant d'astrologie (IIIe – IIe siècle av. J.-C.), d'alchimie (IIe – Ier siècle av. J.-C.), de magie (IVe – VIIe siècle), de botanique magique, de médecine occulte. La doctrine sur laquelle repose cet ésotérisme est celle des correspondances et des antipathies ou sympathies (venue des stoïciens, et, vers 100 av. J.-C., de Bolos de Mendès). « On suspendait à un astre donné toute une hiérarchie d'êtres, depuis l'ange jusqu'au minéral, dont les propriétés étaient censées en rapport, en sympathie avec cet astre. Le savant qui connaissait ces séries était évidemment le maître de la nature »[1].
2. Hermétisme savant (ou philosophique). Un second ensemble regroupe des textes philosophiques, élaborés dès la fin du Ier siècle. Il regroupe le Corpus Hermeticum, l’Asclépios, les extraits hermétiques recueillis vers 490 par Stobée - dont le Korè Kosmou ou « Pupille du monde » - des traités trouvés en 1945 en Haute-Égypte, à Nag Hammadi, dans une bibliothèque copte gnostique. Les historiens modernes ont montré que les auteurs hermétiques sont soit des Grecs égyptianisés, soit des Égyptiens hellénisés, vivant sans doute à Alexandrie. Formaient-ils des confréries hermétiques ? oui, selon R. Reitzenstein et J. Geffcken, non selon W. Bousset et A.-J. Festugière[2].

La distinction n'est pas tranchée : on trouve dans les Hermetica philosophiques de l'astrologie (Stobée fragment VI ; Nag Hammadi 62), de l'alchimie (Corpus Hermeticum, V, 9 ; XII, 8 ; XIV, 10), de la magie (Nag Hammadi VI, 56).

## Les textes
Ces textes mystiques et philosophiques font un syncrétisme entre la philosophie grecque (en particulier du Timée de Platon), et des croyances de l'Égypte hellénistique. Ils ont probablement été écrits à Alexandrie dans les premiers siècles de notre ère, en même temps que se sont développées l'alchimie et l'astrologie mais aussi la philosophie néoplatonicienne (Jamblique au tournant du IIIe siècle et du IVe siècle et Proclus au Ve siècle citent des textes hermétiques). Cette période est marquée par ce que Festugière appelle un « déclin du rationalisme ».

## Historique
L'hermétisme commence à Alexandrie au IIIe siècle avant notre ère avec des textes occultistes (astrologie, magie...) attribués à Hermès Trismégiste ou mis sous son autorité. Suivent, entre 300 et 100, des textes philosophiques, dont le très important Corpus Hermeticum, écrit en grec lui aussi, à Alexandrie, par des Égyptiens instruits dans la culture grecque ou par des Grecs vivant au sein de la culture égyptienne.

## L'Asclépius
L'Asclepius, dont l'original grec est perdu, mais qui était connu pendant le Moyen Âge. La traduction fut longtemps attribuée à Apulée (notamment par Ficin).

## Les fragments hermétiques de Stobée
Le doxographe et compilateur byzantin du Ve siècle Stobée a rapporté dans son Anthologie vingt-neuf fragments de textes hermétiques, dont la Koré Kosmou (La Pupille du Monde).

## La redécouverte et la traduction du Corpus Hermeticum
En 1460, un manuscrit de quatorze brefs traités en grec fut rapporté à Florence de Macédoine par un moine, Leonardo de Pistoia, et vendu à Cosme de Médicis. Cosme en confia la traduction au jeune Marsile Ficin, prioritairement à celle des dialogues de Platon. Le manuscrit de Ficin est aujourd'hui à la Bibliothèque Laurentienne. La traduction est achevée en 1463, et Ficin croyant qu'il s'agit des chapitres d'un même ouvrage, donne à l'ensemble le titre du premier traité le Pimander (latin du grec Poimandrès) - cette dénomination a duré jusqu'au début du XXe siècle. Il connaît un succès important, d'abord sous forme manuscrite, et imprimé en 1471 sous le titre Mercurii Trismegisti Pimander seu liber de potestate ac sapientia Dei. En 1469 avait été publiée l'édition princeps de l'Asclépius. Ces textes forment les quatorze premiers traités du Corpus Hermeticum moderne (CH I à XIV).
Peu après, Ludovico Lazzarelli (1447-1500) découvrit un nouveau manuscrit grec, et le traduisit en latin. Les Définitions d'Asclépius au Roi Ammon furent publiés en 1507, après sa mort (aujourd'hui CH XVI).
L'ouvrage est traduit en français en 1574 par François de Foix-Candale sous le titre Pimandre.
Dans sa nouvelle édition en latin de 1591, Francesco Patrizi y ajouta encore le Kore Kosmou, qui était dans l'anthologie de Stobée.
De la Renaissance jusqu'au début du XVIIe siècle, ces textes, avec d'autres comme la célèbre Table d'émeraude, sont attribués à un personnage mythique, Hermès Trismégiste, prêtre du dieu égyptien lunaire Thot, qui aurait été contemporain de Moïse. Mais en 1614, le philologue Isaac Casaubon montre que le grec des textes est de l'époque hellénistique, et qu'ils ont été écrits après les débuts du christianisme : « Je soutiens que ce livre ne contient pas la doctrine égyptienne d'Hermès, mais une doctrine grecque venue, pour une part, des livres de Platon et de ses successeurs, parfois dans les termes mêmes, et, pour une autre part, de la doctrine chrétienne extraite des Saintes Écritures ». Le protestant Casaubon s'opposait à la version catholique de l'histoire du christianisme telle qu'elle était développée par le cardinal Baronio, et qui plaçait le corpus hermeticum parmi les textes prophétiques. Cette datation ne s'imposa qu'à la fin du XVIIe siècle.
Le texte est à l'origine du tarot divinatoire d'Antoine Court de Gébelin. L'auteur anglais Peter Gandy l'a étudié, mais n'est pas un historien.
Trois textes dans la lignée de Corpus Hermeticum furent découverts en 1945 avec les écrits gnostiques de la Bibliothèque de Nag Hammadi. Il s'agit d'une prière d'action de grâce et d'un long fragment du Discours Parfait, qui étaient repris en partie dans l'Asclepius, et d'un traité inédit surnommé L'Ogdoade et L'Ennéade.

## Philosophie
Selon le mot de Bloomfield, « ces écrits sont essentiellement le produit de néoplatoniciens égyptiens qui subissaient la nette influence du stoïcisme, du judaïsme, de la théologie persane et, peut-être, des croyances égyptiennes indigènes, en même temps, bien sûr, que celle de Platon, surtout le Timée. Il s'agissait peut-être de la bible d'un culte de Mystères égyptien dont le noyau remonte peut-être jusqu'au IIe siècle av. J.-C. ».

## Dans la culture populaire
L'épisode 7 de la saison 2 de la série Astrid et Raphaëlle traite du Corpus.
Dans Shadowrun, la tradition hermétique est une des deux principales traditions magiques, en opposition au chamanisme.

### Textes
- Hermès Trismégiste, Corpus Hermeticum. Tome 1, Poimandrès. Traités II-XII ; éd. Arthur D. Nock et André-Jean Festugière, tr. André-Jean Festugière, 2e éd., Paris, Les Belles Lettres, 1946, 195 p. (Collection des Universités de France).  (ISBN 2-251-00135-2).
- Hermès Trismégiste, Corpus Hermeticum. Tome 2, Traités XIII-XVIII. Asclépius ; éd. Arthur D. Nock et André-Jean Festugière, tr. André-Jean Festugière. Paris, Les Belles Lettres, 1946, 208 p. (Collection des Universités de France).  (ISBN 2-251-00136-0).
- Hermès Trismégiste, Corpus Hermeticum. Tome 3, Fragments extraits de Stobée I-XXII ; éd. et tr. André-Jean Festugière. Paris, Les Belles Lettres, 1954, 93 p. (Collection des Universités de France).  (ISBN 2-251-00137-9).
- Hermès Trismégiste, Corpus Hermeticum. Tome 4, Fragments extraits de Stobée XXIII-XXIX. Fragments divers ; éd. et tr. André-Jean Festugière. Paris, Les Belles Lettres, 1954, 150 p. (Collection des Universités de France).  (ISBN 2-251-00138-7).
- Extraits : Hermès Trismégiste, Les trois révélations, Paris, Les Belles Lettres, « Aux sources de la tradition », 1998, 169 p.
- En ligne dans la traduction de Louis Ménard (1867). Poimandrès  Traités I (Pomandrès) et suivants   . Traité Asclépius ou Discours parfait Λόγος τέλειος (début du IVe siècle ; conservé en latin)

### Études
- André-Jean Festugière, La Révélation d’Hermès Trismégiste, Paris, Les Belles Lettres, 1944-1954 (4 volumes) ; réimpr. en 1 vol., Paris, Les Belles Lettres, 2006, 1700 p.
- André-Jean Festugière, Hermétisme et mystique païenne, Paris, Aubier Montaigne, 1967.
- Jack Lindsay, Les origines de l'alchimie dans l'Égypte gréco-romaine (1986), trad., Monaco, 1986.
- Jean-Pierre Mahé Hermès en Haute-Égypte, t. 2 : Le fragment du Discours parfait et les Définitions hermétiques arméniennes (Bibliothèque copte de Nag Hammadi, textes 7), Québec-Louvain (PUL, Peeters), 1982.

### Autres
- Corpus Hermeticum est également une BD parue chez Soleil depuis 2007« Corpus Hermeticum », sur bedetheque.com

## Liens